# Stazione di Nishitakaya
La stazione di Nishitakaya (西高屋駅?, Nishitakaya-eki) è una stazione ferroviaria situata nella città di Higashihiroshima, nella prefettura di Hiroshima in Giappone. Si trova lungo la linea principale Sanyō.

## Linee e servizi
JR West
■ Linea principale Sanyō

## Caratteristiche
La stazione è dotata di due marciapiedi laterali con due binari in superficie. La stazione supporta la bigliettazione elettronica ICOCA ed è priva di tornelli di accesso.
| 1 | ■ Linea principale Sanyō | per Mihara, Fukuyama e Okayama |
| 2 | ■ Linea principale Sanyō | per Saijō, Hiroshima e Kure    |

## Stazioni adiacenti
| «                      | Servizio               | »                      |
| Linea principale Sanyō | Linea principale Sanyō | Linea principale Sanyō |
| ---------------------- | ---------------------- | ---------------------- |
| Shiraichi              | Locale                 | Saijō                  |